# Diskografie Uriah Heep
Toto je diskografie britské progresivně rockové skupiny Uriah Heep.

## Studiová alba
| Rok  | Název                     | AUT | ITA | NOR | SE | SUI | Billboard album 200 | UK Top 100 | RIAA | BPI    |
| ---- | ------------------------- | --- | --- | --- | -- | --- | ------------------- | ---------- | ---- | ------ |
| 1970 | Very 'eavy... Very 'umble | —   | 8   | —   | —  | —   | 186                 | —          | —    | —      |
| 1971 | Salisbury                 | —   | 6   | —   | —  | —   | 103                 | —          | —    | —      |
| 1971 | Look at Yourself          | —   | 3   | 14  | —  | —   | 93                  | 39         | —    | —      |
| 1972 | Demons & Wizards          | 14  | 12  | 5   | —  | —   | 23                  | 20         | Gold | —      |
| 1972 | The Magician's Birthday   | 10  | —   | 5   | —  | —   | 31                  | 28         | Gold | —      |
| 1973 | Sweet Freedom             | 9   | —   | 2   | —  | —   | 33                  | 18         | Gold | Silver |
| 1974 | Wonderworld               | 2   | —   | 3   | —  | —   | 38                  | 23         | —    | Silver |
| 1975 | Return to Fantasy         | 3   | —   | 2   | —  | —   | 85                  | 7          | —    | Silver |
| 1976 | High and Mighty           | 2   | —   | 4   | 21 | —   | 161                 | 55         | —    | —      |
| 1977 | Firefly                   | 6   | —   | 6   | 35 | —   | 166                 | —          | —    | —      |
| 1977 | Innocent Victim           | —   | —   | 13  | —  | —   | —                   | —          | —    | —      |
| 1978 | Fallen Angel              | —   | —   | 10  | —  | —   | 186                 | —          | —    | —      |
| 1980 | Conquest                  | —   | —   | 11  | —  | —   | —                   | 37         | —    | —      |
| 1982 | Abominog                  | —   | —   | 30  | —  | —   | 56                  | 34         | —    | —      |
| 1983 | Head First                | —   | —   | 19  | —  | —   | 159                 | 49         | —    | —      |
| 1985 | Equator                   | —   | —   | —   | —  | —   | —                   | 79         | —    | —      |
| 1989 | Raging Silence            | —   | —   | —   | —  | 26  | —                   | —          | —    | —      |
| 1991 | Different World           | —   | —   | —   | —  | —   | —                   | —          | —    | —      |
| 1995 | Sea of Light              | —   | —   | —   | —  | 29  | —                   | —          | —    | —      |
| 1998 | Sonic Origami             | —   | —   | —   | —  | —   | —                   | —          | —    | —      |
| 2008 | Wake the Sleeper          | —   | —   | —   | 55 | 55  | —                   | 172        | —    | —      |
| 2009 | Celebration               | —   | —   | —   | —  | —   | —                   | —          | —    | —      |
| 2011 | Into the Wild             | —   | —   | —   | —  | —   | —                   | —          | —    | —      |
| 2014 | Outsider                  | —   | —   | —   | —  | —   | —                   | —          | —    | —      |
| 2015 | Totally Driven            | —   | —   | —   | —  | —   | —                   | —          | —    | —      |
| 2018 | Living the Dream          | —   | —   | —   | —  | —   | —                   | —          | —    | —      |
| 2023 | Chaos & Colour            | —   | —   | —   | —  | —   | —                   | —          | —    | —      |

## Koncertní alba
| Rok  | Název                                        | AUT | NOR | SE | SUI | Billboard album 200 | UK Top 100 | US   | UK     |
| ---- | -------------------------------------------- | --- | --- | -- | --- | ------------------- | ---------- | ---- | ------ |
| 1973 | Uriah Heep Live                              | 5   | 3   | —  | —   | 37                  | 23         | Gold | Silver |
| 1986 | Live at Shepperton '74                       | —   | —   | —  | —   | —                   | —          | —    | —      |
| 1986 | Live in Europe 1979                          | —   | —   | —  | —   | —                   | —          | —    | —      |
| 1988 | Live in Moscow                               | —   | —   | —  | —   | —                   | —          | —    | —      |
| 1996 | Spellbinder Live                             | —   | —   | —  | —   | —                   | —          | —    | —      |
| 1997 | King Biscuit Flower Hour Presents In Concert | —   | —   | —  | —   | —                   | —          | —    | —      |
| 2000 | Future Echoes of The Past                    | —   | —   | —  | —   | —                   | —          | —    | —      |
| 2001 | Acoustically Driven                          | —   | —   | —  | —   | —                   | —          | —    | —      |
| 2001 | Electrically Driven                          | —   | —   | —  | —   | —                   | —          | —    | —      |
| 2002 | The Magician's Birthday Party                | —   | —   | —  | —   | —                   | —          | —    | —      |
| 2003 | Live in the USA                              | —   | —   | —  | —   | —                   | —          | —    | —      |
| 2004 | Magic Night                                  | —   | —   | —  | —   | —                   | —          | —    | —      |
| 2009 | Live at Sweden Rock                          | —   | —   | —  | —   | —                   | —          | —    | —      |

## Kompilační alba
| Rok  | Název                                                                   | AUT | NOR | SE | SUI | Billboard album 200 | UK Top 100 | RIAA | BPI |
| ---- | ----------------------------------------------------------------------- | --- | --- | -- | --- | ------------------- | ---------- | ---- | --- |
| 1975 | The Best of Uriah Heep                                                  | —   | 8   | 47 | —   | 145                 | —          | —    | —   |
| 1986 | Anthology                                                               | —   | —   | —  | —   | —                   | —          | —    | —   |
| 1994 | Lady in Black                                                           | —   | —   | —  | —   | —                   | —          | —    | —   |
| 1994 | The Lansdowne Tapes                                                     | —   | —   | —  | —   | —                   | —          | —    | —   |
| 1994 | A Time of Relevation                                                    | —   | —   | —  | —   | —                   | —          | —    | —   |
| 1998 | Classic Heep: An Anthology                                              | —   | —   | —  | —   | —                   | —          | —    | —   |
| 2000 | Uriah Heep: The Collection                                              | —   | —   | —  | —   | —                   | —          | —    | —   |
| 2001 | Remasters: The Official Anthology                                       | —   | —   | —  | —   | —                   | —          | —    | —   |
| 2001 | 20th Century Masters: The Millennium Collection: The Best of Uriah Heep | —   | —   | —  | —   | —                   | —          | —    | —   |
| 2002 | Between Two Worlds                                                      | —   | —   | —  | —   | —                   | —          | —    | —   |
| 2003 | The Ultimate Collection                                                 | —   | —   | —  | —   | —                   | —          | —    | —   |
| 2004 | Rainbow Demon: Live & in the Studio 1994–1998                           | —   | —   | —  | —   | —                   | —          | —    | —   |
| 2005 | Chapter & Verse                                                         | —   | —   | —  | —   | —                   | —          | —    | —   |
| 2006 | The Very Best of Uriah Heep                                             | —   | —   | —  | —   | —                   | —          | —    | —   |
| 2006 | Easy Livin': Singles A's & B's                                          | —   | —   | —  | —   | —                   | —          | —    | —   |
| 2007 | Loud, Proud & Heavy: The Very Best of Uriah Heep                        | —   | —   | —  | —   | —                   | —          | —    | —   |

## Singly
| Rok  | Název                       | Billboard Hot 100 | U.S Mainstream Rock | UK Top 100 | Album                     |
| ---- | --------------------------- | ----------------- | ------------------- | ---------- | ------------------------- |
| 1971 | "Look at Yourself"          | —                 | —                   | —          | Look at Yourself          |
| 1972 | "The Wizard"                | —                 | —                   | —          | Demons & Wizards          |
| 1972 | "Easy Livin'"               | 39                | —                   | —          | Demons & Wizards          |
| 1972 | "Sweet Lorraine"            | 91                | —                   | —          | The Magician's Birthday   |
| 1973 | "Blind Eye"                 | 97                | —                   | —          | The Magician's Birthday   |
| 1973 | "Stealin'"                  | 91                | —                   | —          | Sweet Freedom             |
| 1974 | "Something or Nothing"      | —                 | —                   | —          | Wonderworld               |
| 1975 | "Prima Donna"               | —                 | —                   | —          | Return to Fantasy         |
| 1976 | "One Way or Another"        | —                 | —                   | —          | High and Mighty           |
| 1977 | "Wise Man"                  | —                 | —                   | —          | Firefly                   |
| 1977 | "Free Me"                   | —                 | —                   | —          | Innocent Victim           |
| 1978 | "Come Back to Me"           | —                 | —                   | —          | Fallen Angel              |
| 1980 | "Carry On"                  | —                 | —                   | —          | Conquest                  |
| 1980 | "Love Stealer"              | —                 | —                   | —          | —                         |
| 1981 | "Think It Over"             | —                 | —                   | —          | Abominog                  |
| 1982 | "That's the Way That It Is" | 106               | 25                  | —          | Abominog                  |
| 1983 | "Lonely Nights"             | —                 | —                   | 85         | Head First                |
| 1983 | "Stay on Top"               | —                 | —                   | 76         | Head First                |
| 1985 | "Rockarama"                 | —                 | —                   | —          | Equator                   |
| 1985 | "Poor Little Rich Girl"     | —                 | —                   | —          | Equator                   |
| 1989 | "Easy Livin' (live)"        | —                 | —                   | —          | Live in Moscow            |
| 1989 | "Lady in Black"             | —                 | —                   | —          | Anthology                 |
| 1989 | "Hold Your Head Up"         | —                 | —                   | —          | Raging Silence            |
| 1989 | "Blood Red Roses"           | —                 | —                   | —          | Raging Silence            |
| 1995 | "Dream On"                  | —                 | —                   | —          | Sea of Light              |
| 1997 | "Gypsy"                     | —                 | —                   | —          | Very 'eavy... Very 'umble |
| 2001 | "Come Away Melinda"         | —                 | —                   | —          | —                         |
| 2001 | "Lady in Black"             | —                 | —                   | —          | Salisbury                 |
| 2011 | "Nail on the Head"          | —                 | —                   | —          | Into the Wild             |
| 2014 | "One Minute"                | —                 | —                   | —          | Outsider                  |
| 2018 | "Grazed by Heaven"          | —                 | —                   | —          | Living the Dream          |